# Língua herero
O herero ou língua herero  (Otjiherero) é uma língua nígero-congolesa, falada pelos hererós na Namíbia, em Angola e no Botsuana. Existem cerca de 237 mil falantes dessa língua e das suas variações.
Sua distribuição linguística cobre uma zona chamada Hereroland: esta zona é constituída da região de Omaheke, junto com as regiões de Otjozondjupa e Kunene. O Himba que são relacionados com as pessoas de hereró falam um dialeto muito perto do idioma dos hereros. Em Vinduque, capital da Namíbia, existe uma minoria considerável de falantes da língua herero.
Por causa da tradução do Missionário Gottlieb Viehe's (1839–1901) da Bíblia para o hereró no fim do século XIX, a língua falada acabou sendo transcrita baseada no alfabeto latino. O padre Peter Heinrich Brincker (1836–1904) usou essa adaptação para traduzir várias músicas e obras teológicas.